# Towson (Maryland)
Towson (/ˈtaʊsən, -zən/) è un centro abitato degli Stati Uniti d'America, nella contea di Baltimora, nello Stato del Maryland.
Il gruppo musicale All Time Low si è formato in questa città.